# Alfonso Dosal
Alfonso Dosal, född 13 mars 1985, är en mexikansk skådespelare.
Dosal har bland annat medverkat i Tv-serierna Narcos: Mexico, Jodie, den utvalde och Banditer.

## Filmografi (i urval)
- 2018–2021 – Narcos: Mexico (TV-serie)
- 2024 – Jodie, den utvalde (TV-serie)
- 2024 – Banditer (TV-serie)